# Omicron
Cet article concerne la lettre de l'alphabet grec. Pour le variant, voir Variant Omicron du SARS-CoV-2. Pour les autres significations, voir Omicron (homonymie).
Cette page contient des caractères spéciaux ou non latins. S’ils s’affichent mal (▯, ?, etc.), consultez la page d’aide Unicode.
Omicron (capitale Ο, minuscule ο ; en grec ) est la quinzième lettre de l'alphabet grec, précédée par xi et suivie par pi. Dérivée de la lettre eyn 𐤏 de l'alphabet phénicien, elle est à l'origine de la lettre O de l'alphabet latin et de la lettre О de l'alphabet cyrillique.
« Omicron » signifie littéralement « petit o », par contraste avec l'oméga, le  « grand o ».

## Usage
En grec moderne, omicron représente la voyelle mi-ouverte postérieure arrondie /ɔ/.
En grec ancien, la lettre représente, suivant les dialectes, la voyelle mi-fermée postérieure arrondie brève /o/, sa forme longue /oː/ ou la voyelle mi-ouverte postérieure arrondie longue /ɔː/ (voire les trois, sans distinction). En écriture grecque classique, ces trois sons sont respectivement notés Ο, ΟΥ et Ω. La différence entre chacun est perdue par la suite avec l'évolution de la langue grecque.
Dans le système de numération grecque, omicron vaut 70 ; par exemple ‹ οʹ › représente le nombre 70.

## Histoire

### Origine

Caractère phénicien ʿAyin.

La lettre omicron tire son origine de la lettre correspondante de l'alphabet phénicien, 𐤏 (ʿAyin). Celle-ci provient peut-être de l'alphabet protosinaïtique, une écriture utilisée dans le Sinaï il y a plus de 3 500 ans, elle-même probablement dérivée de certains hiéroglyphes égyptiens ; le hiéroglyphe sur lequel la lettre phénicienne est basée signifierait « œil ». L'alphabet phénicien atteint une forme plus ou moins standard vers le XIe siècle av. J.-C. Sa 16e lettre est une consonne (l'alphabet phénicien est un abjad qui ne note pas les voyelles) correspondant probablement au son [ʕ].
La lettre correspondante de l'alphabet sudarabique est 𐩲, correspondant à la lettre ዐ, ä pharingal, de l'alphasyllabaire guèze. Dans les alphabets sémitiques, la lettre phénicienne conduit au syriaque ܥ, à l'hébreu ע, à l'araméen 𐡏, à l'arabe ﻉ et au berbère ⵄ.

### Alphabets archaïques

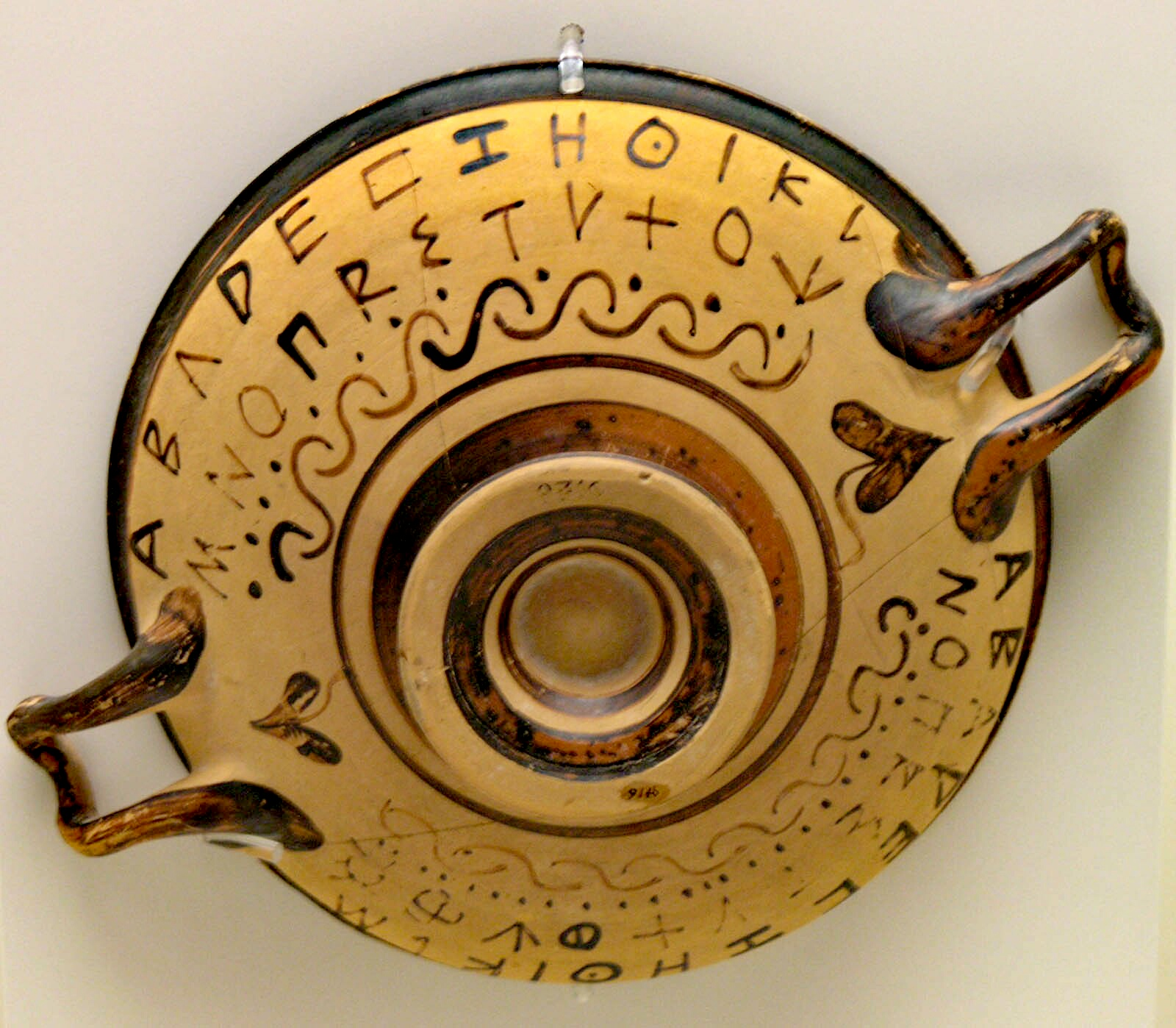
Alphabet grec peint sur la panse d'une coupe attique à figures noires ; l'omicron est visible en 3e position sur la 2e ligne. Il est identique à l'oméga, à la fin de cette ligne.

Si la 16e de l'alphabet phénicien, eyn, note la consonne [ʕ], elle est réinterprétée en grec pour transcrire la voyelle [o] (la lettre archaïque digamma, abandonnée depuis, s'intercale en 6e position de l'alphabet). 
La langue grecque archaïque possède trois phonèmes distincts pour « o » : une voyelle mi-ouverte postérieure arrondie longue /ɔː/ (écriture classique « Ω »), une voyelle mi-fermée postérieure arrondie longue /oː/ (écriture classique « ΟΥ ») et une voyelle mi-fermée postérieure arrondie brève /o/ (écriture classique « Ο »). Suivant les dialectes, l'omicron est utilisé pour noter certains de ces sons. Par exemple, à Athènes avant 403 av. J.-C, « Ο » est utilisé pour les trois sons /o, oː, ɔː/ : la phrase « Ἔδοξεν τῇ Βουλῇ καὶ τῷ Δήμῳ » (« Il a plu au Conseil et au Peuple ») est typiquement écrite « Εδοχσεν τει Βολει και τοι Δεμοι » sur les inscriptions de la Démocratie athénienne,.
La graphie de l'omicron varie peu selon les endroits, mais quelques variantes existent, :
- (Achaïe, Arcadie, Argos, Attique, Béotie, Corinthe, Crète, Délos, Égine, Eubée, Ionie, Ithaque, Laconie, Mégare, Milos, Naxos, Rhodes, Santorin, Sicyone, Thessalie, Tirynthe)
- (Cnide, Milos)
- (Paros)

La lettre oméga (Ω), notant un son [ɔː] mi-ouvert long, est inventée dans les cités ioniennes d'Asie mineure, quelque temps avant 600 av. J.-C. Elle est créée en brisant le cercle de l'omicron (Ο), initialement sur le côté.

### Évolution
La forme actuelle de la lettre provient de l'alphabet utilisé en Ionie, qui est progressivement adopté par le reste du monde grec antique (Athènes adopte un décret formel pour son adoption officielle en 403 av. J.-C. ; son usage est commun dans les cités grecques avant le milieu du IVe siècle av. J.-C.). Avec l'abandon du digamma, l'omicron prend la 15e position de l'alphabet.
L'alphabet grec reste monocaméral pendant longtemps. Les formes minuscules proviennent de l'onciale grecque, une graphie particulière créée à partir de la majuscule et de la cursive romaine vers le IIIe siècle et adaptée à l'écriture à la plume, et sont créées vers le IXe siècle. Pendant la Renaissance, les imprimeurs adoptent la forme minuscule pour les polices bas-de-casse, et modèlent les lettres capitales sur les formes des anciennes inscriptions, conduisant le grec à devenir bicaméral.

### Nom
Le terme « omicron » (en grec , « petit o », « o bref ») est inventé au Moyen Âge pour distinguer la lettre de l'oméga. Avant cela, la lettre est simplement nommée « o ». Tout comme les noms des autres lettres, « o » ne signifie rien de particulier en grec.
Il est supposé que le nom de la lettre phénicienne correspondante, eyn, signifierait « œil ».
En grec moderne, la lettre est appelée  (ómikron), prononcée /ɔ.mi.kɾo̞n/. L'équivalent en grec ancien serait  (ò mikrón), prononcé /ˌo mi.ˈkron/.

### Dérivés
L'alphabet étrusque est dérivé de l'alphabet grec employé en Eubée — alphabet que les Étrusques apprennent à Pithécusses (Ischia), près de Cumes. L'alphabet latin descend de l'alphabet étrusque ; l'omicron conduit ainsi à la lettre O.
Dans l'alphabet cyrillique, l'omicron donne naissance à la lettre o, О.
Dans l'alphabet copte, la lettre omicron conduit à la lettre ou, Ⲟ.
Il est possible que l'alphabet arménien dérive de l'alphabet grec. Dans ce cas, les lettres o, Օ, et vo, Ո, dériveraient de l'omicron.

Eyn phénicien.
Omicron épigraphique grec.
Omicron grec majuscule moderne.
Écriture onciale.
Variantes cursives.
Variante minuscule.
Omicron grec minuscule moderne.
O étrusque.
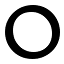
O romain.
O cyrillique.
Ou copte.

## Diacritiques
Dans l'orthographe polytonique du grec ancien, omicron, comme les autres voyelles, peut être diacritée :
- accent aigu : ό
- accent grave : ὸ
- esprit rude : ὁ
- esprit doux : ὀ

Des combinaisons de ces signes sont possibles : ὄ, ὂ, ὅ, ὃ.
À la différence de l'alpha, de l'êta, du iota, de l'upsilon et de l'oméga (mais de façon similaire à l'epsilon), l'omicron ne peut pas recevoir d'accent circonflexe. Il ne peut pas non plus être muni d'un iota souscrit.

## Codage
La majuscule Ο possède les codages suivants :
- Unicode : U+039F
- Entité HTML : &Omicron;
- TeX : \Omicron ; {\displaystyle \mathrm {O} }
- DOS Greek : 142
- DOS Greek-2 : 190
- Windows-1253 : 207

La minuscule ο possède les codages suivants :
- Unicode : U+03BF
- Entité HTML : &omicron;
- TeX : \omicron ; {\displaystyle \mathrm {o} }
- DOS Greek : 166
- DOS Greek-2 : 233
- Windows-1253 : 239

Le tableau suivant recense les différents caractères Unicode utilisant l'omicron:
| Caractère | Représentation | Code    | Bloc Unicode                           | Nom Unicode                                                     |
| --------- | -------------- | ------- | -------------------------------------- | --------------------------------------------------------------- |
| Ο         | Ο              | U+039F  | Grec et copte                          | Lettre majuscule grecque omicron                                |
| ο         | ο              | U+03BF  | Grec et copte                          | Lettre minuscule grecque omicron                                |
| ό         | ό              | U+03CC  | Grec et copte                          | Lettre minuscule grecque omicron accent                         |
| Ό         | Ό              | U+038C  | Grec et copte                          | Lettre majuscule grecque omicron accent                         |
| ὀ         | ὀ              | U+1F40  | Grec étendu                            | Lettre minuscule grecque omicron esprit doux                    |
| ὁ         | ὁ              | U+1F41  | Grec étendu                            | Lettre minuscule grecque omicron esprit rude                    |
| ὂ         | ὂ              | U+1F42  | Grec étendu                            | Lettre minuscule grecque omicron esprit doux et accent grave    |
| ὃ         | ὃ              | U+1F43  | Grec étendu                            | Lettre minuscule grecque omicron esprit rude et accent grave    |
| ὄ         | ὄ              | U+1F44  | Grec étendu                            | Lettre minuscule grecque omicron esprit doux et accent aigu     |
| ὅ         | ὅ              | U+1F45  | Grec étendu                            | Lettre minuscule grecque omicron esprit rude et accent aigu     |
| Ὀ         | Ὀ              | U+1F48  | Grec étendu                            | Lettre majuscule grecque omicron esprit doux                    |
| Ὁ         | Ὁ              | U+1F49  | Grec étendu                            | Lettre majuscule grecque omicron esprit rude                    |
| Ὂ         | Ὂ              | U+1F4A  | Grec étendu                            | Lettre majuscule grecque omicron esprit doux et accent grave    |
| Ὃ         | Ὃ              | U+1F4B  | Grec étendu                            | Lettre majuscule grecque omicron esprit rude et accent grave    |
| Ὄ         | Ὄ              | U+1F4C  | Grec étendu                            | Lettre majuscule grecque omicron esprit doux et accent aigu     |
| Ὅ         | Ὅ              | U+1F4D  | Grec étendu                            | Lettre majuscule grecque omicron esprit rude et accent aigu     |
| ὸ         | ὸ              | U+1F78  | Grec étendu                            | Lettre minuscule grecque omicron accent grave                   |
| ό         | ό              | U+1F79  | Grec étendu                            | Lettre minuscule grecque omicron accent aigu                    |
| Ὸ         | Ὸ              | U+1FF8  | Grec étendu                            | Lettre majuscule grecque omicron accent grave                   |
| Ό         | Ό              | U+1FF9  | Grec étendu                            | Lettre majuscule grecque omicron accent aigu                    |
| 𝚶         | 𝚶              | U+1D6B6 | Symboles mathématiques alphanumériques | Majuscule mathématique grasse omicron                           |
| 𝛐         | 𝛐              | U+1D6D0 | Symboles mathématiques alphanumériques | Minuscule mathématique grasse omicron                           |
| 𝛰         | 𝛰              | U+1D6F0 | Symboles mathématiques alphanumériques | Majuscule mathématique italique omicron                         |
| 𝜊         | 𝜊              | U+1D70A | Symboles mathématiques alphanumériques | Minuscule mathématique italique omicron                         |
| 𝜪         | 𝜪              | U+1D72A | Symboles mathématiques alphanumériques | Majuscule mathématique italique grasse omicron                  |
| 𝝄         | 𝝄              | U+1D744 | Symboles mathématiques alphanumériques | Minuscule mathématique italique grasse omicron                  |
| 𝝤         | 𝝤              | U+1D764 | Symboles mathématiques alphanumériques | Majuscule mathématique grasse sans empattement omicron          |
| 𝝾         | 𝝾              | U+1D77E | Symboles mathématiques alphanumériques | Minuscule mathématique grasse sans empattement omicron          |
| 𝞞         | 𝞞              | U+1D79E | Symboles mathématiques alphanumériques | Majuscule mathématique italique grasse sans empattement omicron |
| 𝞸         | 𝞸              | U+1D7B8 | Symboles mathématiques alphanumériques | Minuscule mathématique italique grasse sans empattement omicron |